# Antonio Valencia
Luis Antonio Valencia Mosquera (ur. 4 sierpnia 1985 w Lago Agrio) – ekwadorski piłkarz który występował na pozycji bocznego pomocnika lub bocznego obrońcy.
Przez 10 lat występował w angielskim klubie Manchester United.
Uczestnik Mistrzostw Świata (2006, 2014) i Copa América (2007, 2011, 2016, 2019).

## Kariera klubowa
Karierę piłkarską rozpoczął w Club Deportivo El Nacional, w którego barwach grał do 2005 roku, kiedy to przeniósł się do Villarrealu. Tam rozegrał jednak tylko trzy mecze, po czym wypożyczony został najpierw do Recreativo Huelva, a następnie do Wigan Athletic. W barwach tego klubu zadebiutował 19 sierpnia 2006 roku w meczu z Newcastle United, a pierwszego gola dla Wigan strzelił 2 miesiące później, a dokładnie 21 października 2006 roku w wygranym 4:0 meczu z Manchesterem City.
30 czerwca 2009 został piłkarzem Manchesteru United, podpisując czteroletni kontrakt z nowym klubem. Kwota transakcji wyniosła 16 mln funtów. W nowym klubie zadebiutował 15 sierpnia w ligowym meczu z Birmingham City. W pierwszym sezonie w barwach Manchesteru United strzelił 5 goli i zanotował 10 asyst. Został także wybrany do najlepszej jedenastki angielskiej Premier League. Dnia 16 września doznał otwartego złamania nogi w kostce w meczu Manchesteru United z Rangers.
Dnia 3 lipca 2012 roku Manchester United wydał oświadczenie, w którym poinformował o przyznaniu Antonio Valencii legendarnego numeru 7. W dniu 11 sierpnia 2013 roku Antonio Valencia poprosił o ponowną zmianę numeru. Od tamtego czasu skrzydłowy ponownie grał z numerem 25 na plecach.
21 czerwca 2014 roku przedłużył swój kontrakt z Manchesterem United do czerwca 2018 roku. Pod koniec sezonu 2018/2019 Valencia ogłosił, że jest to jego ostatni sezon w barwach Manchesteru United.
28 czerwca 2019 roku podpisał kontrakt z LDU Quito.
12 maja 2021 zakończył karierę.

## Kariera reprezentacyjna
W reprezentacji zadebiutował 27 marca 2005 w meczu przeciwko Paragwajowi. Ekwador wygrał to spotkanie wynikiem 5:2, a dwa gole zdobył właśnie Valencia. Z drużyną narodową wystąpił na Mistrzostwach Świata w Niemczech, gdzie w czterech meczach grał łącznie 314 minut i dotarł ze swoją drużyną do 1/8 finału.

## Statystyki kariery
| Klub                     | Sezon              | Liga               | Liga  | Liga   | Puchar kraju | Puchar kraju | Puchar ligi | Puchar ligi | Kontynentalne | Kontynentalne | Inne  | Inne   | Suma  | Suma   |
| Klub                     | Sezon              | Liga               | Mecze | Bramki | Mecze        | Bramki       | Mecze       | Bramki      | Mecze         | Bramki        | Mecze | Bramki | Mecze | Bramki |
| ------------------------ | ------------------ | ------------------ | ----- | ------ | ------------ | ------------ | ----------- | ----------- | ------------- | ------------- | ----- | ------ | ----- | ------ |
| CD El Nacional           | 2003               | Serie A            | 29    | 3      | –            | –            | –           | –           | –             | –             | –     | –      | 29    | 3      |
| CD El Nacional           | 2004               | Serie A            | 41    | 5      | –            | –            | –           | –           | 4             | 0             | –     | –      | 45    | 5      |
| CD El Nacional           | 2005               | Serie A            | 14    | 4      | –            | –            | –           | –           | –             | –             | –     | –      | 14    | 4      |
| Villarreal CF            | 2005/06            | Primera División   | 2     | 0      | –            | –            | –           | –           | –             | –             | –     | –      | 2     | 0      |
| Recreativo Huelva (wyp.) | 2005/06            | Segunda División B | 12    | 0      | –            | –            | –           | –           | –             | –             | –     | –      | 12    | 0      |
| Wigan Athletic (wyp.)    | 2006/07            | Premier League     | 22    | 1      | 0            | 0            | 0           | 0           | –             | –             | –     | –      | 22    | 1      |
| Wigan Athletic (wyp.)    | 2007/08            | Premier League     | 15    | 0      | 0            | 0            | 0           | 0           | –             | –             | –     | –      | 15    | 0      |
| Wigan Athletic           | 2007/08            | Premier League     | 16    | 3      | 1            | 0            | 0           | 0           | –             | –             | –     | –      | 17    | 3      |
| Wigan Athletic           | 2008/09            | Premier League     | 31    | 3      | 1            | 0            | 3           | 0           | –             | –             | –     | –      | 35    | 3      |
| Manchester United        | 2009/10            | Premier League     | 34    | 5      | 1            | 0            | 4           | 0           | 9             | 2             | 1     | 0      | 49    | 7      |
| Manchester United        | 2010/11            | Premier League     | 10    | 1      | 2            | 0            | 0           | 0           | 7             | 1             | 1     | 1      | 20    | 3      |
| Manchester United        | 2011/12            | Premier League     | 27    | 4      | 2            | 0            | 3           | 1           | 6             | 1             | 0     | 0      | 38    | 6      |
| Manchester United        | 2012/13            | Premier League     | 30    | 1      | 6            | 0            | 0           | 0           | 4             | 0             | –     | –      | 40    | 1      |
| Manchester United        | 2013/14            | Premier League     | 29    | 2      | 1            | 0            | 3           | 0           | 10            | 2             | 1     | 0      | 44    | 4      |
| Manchester United        | 2014/15            | Premier League     | 32    | 0      | 3            | 0            | 0           | 0           | –             | –             | –     | –      | 35    | 0      |
| Manchester United        | 2015/16            | Premier League     | 14    | 0      | 3            | 0            | 1           | 0           | 4             | 0             | –     | –      | 22    | 0      |
| Manchester United        | 2016/17            | Premier League     | 28    | 1      | 1            | 0            | 4           | 0           | 9             | 0             | 1     | 0      | 43    | 1      |
| Manchester United        | 2017/18            | Premier League     | 31    | 3      | 3            | 0            | 0           | 0           | 4             | 0             | 1     | 0      | 39    | 3      |
| Manchester United        | 2018/19            | Premier League     | 6     | 0      | 0            | 0            | 0           | 0           | 3             | 0             | –     | –      | 9     | 0      |
| LDU Quito                | 2019               | Serie A            | 10    | 0      | 5            | 0            | -           | -           | 4             | 0             | 6     | 1      | 25    | 1      |
| LDU Quito                | 2020               | Serie A            | 4     | 0      | 0            | 0            | -           | -           | 2             | 0             | 1     | 0      | 7     | 0      |
| Querétaro                | 2020/21            | Liga MX            | 15    | 1      | -            | -            | -           | -           | -             | -             | -     | -      | 15    | 1      |
| Ogólnie w karierze       | Ogólnie w karierze | Ogólnie w karierze | 452   | 37     | 29           | 0            | 18          | 1           | 66            | 6             | 12    | 2      | 577   | 46     |

Stan aktualny na: 8 grudnia 2023

## Osiągnięcia
El Nacional:
- Serie A (1): 2004/2005

Recreativo de Huelva:
- Segunda División (1): 2005/2006

Manchester United:
- Mistrzostwo Anglii (2): 2010/2011, 2012/2013
- Puchar Ligi Angielskiej (2): 2009/2010, 2016/2017
- Tarcza Wspólnoty (4): 2010, 2011, 2013, 2016
- Puchar Anglii (1): 2015/2016
- Liga Europy (1): 2016/2017